# Polygamie en France
Pour un article plus général, voir Polygamie.
La polygamie en France concerne la pratique de la polygamie sur le territoire français, ou par des ressortissants français.
Selon le code civil, un mariage polygame ne peut être contracté en France. Il est impossible de se marier ou de se pacser avec plusieurs partenaires. Toutefois, il peut y avoir situation de polygamie hors mariage ou union civile (polygynie, polyandrie) ou lié à de récents types de concubinages (polyamour, tryade, couple libre, amour libre, etc.). Surtout, en raison des règles du droit international privé et du statut personnel, les mariages contractés à l'étranger, y compris les mariages polygames, ont force de droit, entre les parties uniquement. Pour qu'un mariage, ou tout autre contrat[réf. nécessaire] soumis à une réglementation étrangère, puisse recevoir autorité en France, cet acte devra être soumis à exequatur, c'est-à-dire à homologation par le juge français. Cependant, depuis la loi Pasqua de 1993, les familles polygames en France doivent choisir entre le divorce et la décohabitation ou le non-renouvellement de leur carte de séjour, et donc, ipso facto, le caractère irrégulier de leur présence sur le territoire.
Dans certains cas, le fait de vivre en « état de polygamie » est une cause d'exclusion à l'accès à la nationalité française  (Article L412-6 du Code de l'entrée et du séjour des étrangers et du droit d'asile).

## Lien entre second mariage et divorce
Le fait que la polygamie ne soit pas pratiquée par la population locale tient essentiellement à ce qu'un second mariage, sur le territoire français, nécessite un divorce préalable. Le mariage avec un homme ou une femme marié est prohibé (article 147 du code civil). Pour qu'un second mariage ait lieu, il est nécessaire que le jugement de divorce soit inscrit en marge de l’acte de mariage et de naissance de l’époux divorcé.
La polygamie constitue une cause de nullité absolue de la seconde union qui entraîne l’annulation de cette union dès son origine.
La loi sur le divorce de 2004, en vigueur depuis janvier 2005, a abrogé le délai de viduité. Une veuve ou une femme divorcée peut se remarier avant un délai de 300 jours révolus.
Le mariage met fin de plein droit au pacte civil de solidarité précédent.
Un mariage non dissous rend impossible un pacte civil de solidarité (PACS) (article 515-2 du code civil).
D'un point de vue pénal, le fait de contracter un mariage sans que le précédent soit dissous est un délit passible d’une peine d’un an d’emprisonnement et d’une amende de 45 000 euros. (article 433-20 du code pénal). C'est bien « l'acte de se marier » alors qu'on l'est déjà qui est un délit, et non pas « le fait d'être marié » avec plusieurs personnes, état de fait qui lui n'est condamné par aucune loi.

## Situation légale
Depuis la loi Pasqua de 1993, l'ordonnance de 1945 sur les étrangers interdit la délivrance de titre de séjour aux étrangers en situation de polygamie. Un arrêt d'assemblée du Conseil d'État du 11 juillet 1980, l'arrêt Montcho, a admis le regroupement familial d'étrangers dans le cas de polygamie. La seconde loi Pasqua du 24 août 1993 interdit la délivrance de carte de séjour de dix ans aux étrangers vivant en situation de polygamie, ainsi que le regroupement familial pour les familles polygames. De fait, elle force les épouses secondaires à choisir entre l'irrégularité du séjour et le divorce accompagné de « décohabitation », processus rendu difficile par la précarité de leurs situations, la difficulté d'accéder au logement et l'amour liant sentimentalement à l'époux.
Peu après, plusieurs circulaires accompagnent les procédures dites de « décohabitation », certaines[réf. nécessaire] revenant sur l'interdiction stricte.
Celle du 8 février 1994 précise que les femmes qui ont des enfants français ou qui séjournent en France depuis plus de quinze ans sont inexpulsables. En 1997, le Conseil d'État autorise l'administration à ne pas renouveler les permis de séjour de membres de familles polygames, même si la carte a été délivrée avant l'interdiction créée par la loi Pasqua. Le 25 avril 2000 et le 10 juin 2001, deux autres circulaires accordent le renouvellement des cartes de séjour pour les familles polygames arrivées en France avant 1993, sous réserve que les ménages « décohabitent ». Selon les chiffres de la Direction des populations et des migrants du ministère des Affaires sociales, entre 8 000 et 15 000 ménages auraient vécu en état de polygamie en France en 2004. Le ministère de l'Intérieur avance des estimations entre 10 000 et 20 000.[réf. souhaitée] Une étude conjointe de l'INED et de l'INSEE, de 1993, avançait le chiffre de 10 000 ménages.
Pour la retraite, la France a signé avec une douzaine de pays africains des Conventions de sécurité sociale dont peuvent bénéficier les familles polygames.
Jusqu'à la départementalisation de l'île en 2011, la polygamie fut en revanche librement autorisée pour les citoyens français soumis au statut particulier de droit local propre à Mayotte, mais l'ordonnance n° 2010-590 du 3 juin 2010 portant dispositions relatives au statut civil de droit local applicable à Mayotte a interdit de contracter de nouvelles unions polygames. Les unions contractées avant cette ordonnance demeurent cependant valides, le droit ne permettant pas de « casser » un mariage légal par la force.

## Note de l'Institut Montaigne
Une note intitulée La polygamie en France : une fatalité ? et rédigée par Sonia Imloul, présidente de l'association Respect93 et membre du Conseil économique, social et environnemental, a été publiée le 20 novembre 2009 par l'Institut Montaigne qui dénonce « son caractère destructeur pour les femmes et les enfants qui la subissent ». L'Institut Montaigne formule ainsi dix propositions pour mettre fin à cette pratique interdite qui rompt avec l'égalité entre les femmes et les hommes. L'Institut Montaigne propose la mise en œuvre d'outils de mesure statistique (INSEE et INED) afin de quantifier le phénomène polygame en France, ainsi qu'une orientation des politiques publiques en faveur de l'aide à la décohabitation et à la réinsertion des victimes, c'est-à-dire des femmes et des enfants.

## Étude de l'INED sur la polygamie
En mars 1995, l'Institut national d'études démographiques (INED) réalise une étude sur la capacité de la France à « intégrer » les étrangers. Une partie de cette enquête concerne la polygamie. En 1995, l'INED estimait qu'il y a 10 000 ménages polygames en France[réf. nécessaire]. L'enquête précisait également que cette pratique n'existait quasiment que chez les femmes d'ethnie africaine Mandé, qui représentent moins d'un quart de la population africaine noire de France [réf. nécessaire].
Le taux de fécondité d'un ménage polygame est difficilement estimable et l'Insee a admis avoir sous-estimé le solde migratoire[réf. incomplète], donc il est à ce jour difficile d’avoir une estimation précise du nombre des ménages polygames en France.

## Origines de la polygamie en France
D'après le rapport de Pauline Gaullier, le nombre de familles polygames installées en France a augmenté avec le regroupement familial, depuis les années 1970, jusqu’aux années 1990. Cela fait suite à l'arrivée en France de travailleurs migrants d’Afrique noire, dans les années 1960 à 1975. Au début des années 1970, les personnes immigraient du Maghreb. Les travailleurs et les familles ont ensuite immigré du reste de l'Afrique, notamment sub-saharienne. La pratique de la polygamie se retrouve notamment au Sénégal, Guinée , Mali et est également pratiqué en nombre moindre dans tous les pays avoisinés à majorité musulmane. Les ethnies Soninke et Toucouleur vivent dans le bassin du fleuve Sénégal, frontalier du Mali, de la Mauritanie et du Sénégal. Les Diola-Manjak viennent de la Casamance, frontalière du Sénégal et de la Guinée. Les familles polygames en France sont donc essentiellement d'origine malienne.
Les lois françaises n'interdisent pas l’état de polygamie en France, et ont été confirmées en 1980, par l'arrêt Montch (Conseil d’État du 11 juillet 1980). Celui-ci se basait sur le droit pour une famille polygame béninoise à vivre une vie normale. Puis, le regroupement familial de type « polygamique » fut interdit en 1993, par la modification de l'ordonnance de 1945. Dans les faits, à cette date, certaines personnes se sont vu retirer leurs cartes de résidents, d'autres ont été notifiées d'Invitations à Quitter la France (IQF). Depuis cette date le droit au séjour des individus de ces familles vivant en France a été restreint.
Alors que dans les pays d'origine, la polygamie permet à chaque femme de vivre dans son logement, la cherté des logements en France conduit des familles polygames à vivre dans le même logement.

## Décohabitation des épouses
La décohabitation des épouses est le concept qui est lié à la politique qui consiste à inciter à rompre la polygamie, en faisant s'installer les femmes dans des logements différents et à les faire vivre de manière matériellement indépendante. La décohabitation peut ne pas empêcher le mari de fréquenter ses ex-femmes avec lesquels il peut continuer à avoir des enfants.
La décohabitation des familles polygames est notamment encadrée par une circulaire du ministère de l’intérieur du 19 décembre 2001, qui invite les préfets à créer des structures pour favoriser la séparation des épouses.
D'après la circulaire de la Direction de la population et des migrations de 2001, la décohabitation nécessite un divorce préalable. Dans une ville où les loyers sont élevés, la décohabitation de la seconde épouse peut parfois être délicate, lorsque celle-ci doit être autonome financièrement, au sens de la circulaire, tout en n'ayant pas le droit de travailler, au sens du statut de résident sans permis de travail.
Face à la pénurie de logement en Habitations à Loyers Modérés (HLM), certaines familles se tournent vers l'accession à la propriété privée, vers le parc locatif privé, vers l'habitat insalubre, vers le squat, ou vers les centres d'hébergements.

## Débat politique
Les mardi 15 et mercredi 16 novembre 2005, lors des émeutes dans les banlieues, une controverse politique impliquant Gérard Larcher et Bernard Accoyer a eu lieu sur la part qu'aurait eue la polygamie.
Le ministre de l'Intérieur, Nicolas Sarkozy avait déjà déclaré le 10 novembre précédent qu'« il y a plus de problèmes pour un enfant d'un immigré d'Afrique noire ou d'Afrique du Nord que pour un fils de Suédois, de Danois ou de Hongrois. Parce que la culture, parce que la polygamie, parce que les origines sociales font qu'il a plus de difficultés. »
Hélène Carrère d'Encausse, secrétaire perpétuel de l'Académie française tient des propos similaires au journal Libération : « Tout le monde s'étonne : pourquoi les enfants africains sont dans la rue et pas à l'école ? Pourquoi leurs parents ne peuvent pas acheter un appartement ? C'est clair, pourquoi : beaucoup de ces Africains, je vous le dis, sont polygames. Dans un appartement, il y a trois ou quatre femmes et 25 enfants. Ils sont tellement bondés que ce ne sont plus des appartements, mais Dieu sait quoi ! On comprend pourquoi ces enfants courent dans les rues. »
Ces déclarations ont suscité un tollé chez les personnalités associatives et les personnalités politiques de gauche. D'après le député communiste Jean-Claude Sandrier, « les autorités cherchent des boucs émissaires […] Le principal problème pour l'intégration c'est l'emploi. » Les Verts dénoncent carrément les « relents racistes » de la droite et du gouvernement.
Pour le député-maire socialiste d'Évry (Essonne), Manuel Valls, « Donner à penser que les problèmes actuels des banlieues seraient directement liés à la polygamie est gênant, voire insupportable. »

## Documentaire
Le 29 mai 2008, la chaîne France 2 a diffusé Polygamie en France, un documentaire de Patrice Rolet, faisant témoigner des épouses de polygames.

### Presse
1. ↑  « Divorcer ou vivre sans papiers : le dilemme des femmes de polygames », Le Monde, 9 février 2002 [lire en ligne]
2. 1 2  La polygamie résiste aux efforts de "décohabitation" - Yasmina Belkaïd, Le Monde, 7 mai 2005
3. ↑  Le Figaro 24 août 2006
4. ↑  Le ministre de l'emploi fait de la polygamie une "cause possible" des violences urbaines - Le Monde/AFP, 16 novembre 2005
5. ↑  « Les réactions », sur le Nouvel Observateur (consulté le 16 avril 2014).

### Audio-vidéo
1. ↑  Texte de l'interview d'Hélène Carrère d'Encausse pour NTV
2. ↑  « Emeutes : la polygamie montrée du doigt », RFI, 17 novembre 2005
3. ↑  Polygamie en France sur le site de France 2

### Académique
1. ↑  La décohabitation et le relogement des familles polygames. Un malaise politique émaillé d’injonctions contradictoires. Institut d’urbanisme de Paris, université de Paris Est. Pauline Gaullier. Laboratoire LAB’URBA.
2. ↑  Recherches et Prévisions n° 94 - décembre 2008. page 62 Politiques du logement : questions sociales
3. ↑  Recherches et Prévisions n° 94 - décembre 2008. page 60-61 Politiques du logement : questions sociales

### Web
1. ↑  CE Ass., 11 juillet 1980, n° 16596
2. ↑  Liste des conventions tenant compte de la polygamie sur le site de la CNAV (Caisse Nationale d'Assurance Vieillesse
3. ↑  La polygamie en France : une fatalité ? - Sonia Imloul, Institut Montaigne, novembre 2009
4. ↑  Polygame bas de gamme - Nicolas Beau, Bakchich, 30 mai 2008